# Église paroissiale Sainte-Élisabeth de la maison Árpád
L'église paroissiale Sainte-Élisabeth de la maison Árpád (Árpád-házi Szent Erzsébet-plébániatemplom) ou Église d'Erzsébetváros (Erzsébetvárosi plébániatemplom) est une église catholique romaine de Budapest située dans le quartier d'Erzsébetváros sur Rózsák tere. Elle est l'œuvre d'Imre Steindl.